# Користувач
Кори́стува́ч —  той, хто користується чим-небудь — майном, землею, комп'ютером тощо.
В інформаційних технологіях:
- Користувач (user, subscriber) — людина, що користується послугами обчислювальної техніки для отримання інформації чи розв'язування різноманітних задач.

- Користувач (споживач) інформації (Information user) — суб'єкт, що звертається до інформаційної системи або посередника за одержанням потрібної йому інформації, щоб користуватися нею.
- Програма або система, що використовує ресурси іншої системи.

Користувач комп'ютера, комп'ютерної мережі має обліковий запис.